# Kaiserstuhlstadion
Das Kaiserstuhlstadion ist ein Fußballstadion in Bahlingen am Kaiserstuhl.
Das rund 4000 Zuschauer fassende Stadion ist Heimstätte des Fußballvereins Bahlinger SC, der aktuell in der Regionalliga Südwest (Stand: 2022) spielt. Das Stadion verfügt über 800 überdachte Stehplätze auf der Gegengerade. Auf der Seite des Vereinsheims gibt es eine kleine, nicht überdachte Stahlrohrtribüne und einen VIP-Bereich.